# 기후현 제3구
기후현 제3구(岐阜県 第3区)는 일본의 중의원 선거구이다. 1994년 공직선거법으로 신설되었다.

## 지역
- 기후시 일부
- 세키시
- 미노 시
- 하시마시
- 가카미가하라시
- 야마가타 시
- 미즈호시
- 모토스시
- 하시마군
- 모토스군

## 역대 중의원 의원
| 선거          | 선거          | 의원            | 정당       |
| ------------- | ------------- | --------------- | ---------- |
|               | 1996년 제41회 | 무토 가분       | 자유민주당 |
| 2000년 제42회 |               | 무토 가분       | 자유민주당 |
| 2003년 제43회 |               | 무토 가분       | 자유민주당 |
| 2005년 제44회 | 무토 요지     |                 | 자유민주당 |
|               | 2009년 제45회 | 소노다 야스히로 | 민주당     |
|               | 2012년 제46회 | 무토 요지       | 자유민주당 |
| 2014년 제47회 |               | 무토 요지       | 자유민주당 |
| 2017년 제48회 |               | 무토 요지       | 자유민주당 |
| 2021년 제49회 |               | 무토 요지       | 자유민주당 |
| 2024년 제50회 |               | 무토 요지       | 자유민주당 |